# Prowincja Lodi
Prowincja Lodi (wł. Provincia di Lodi) – prowincja we Włoszech. 
Nadrzędną jednostką podziału administracyjnego jest region (tu: Lombardia), a podrzędną jest gmina.
Liczba gmin w prowincji: 61.